# Bouquet (topologia)

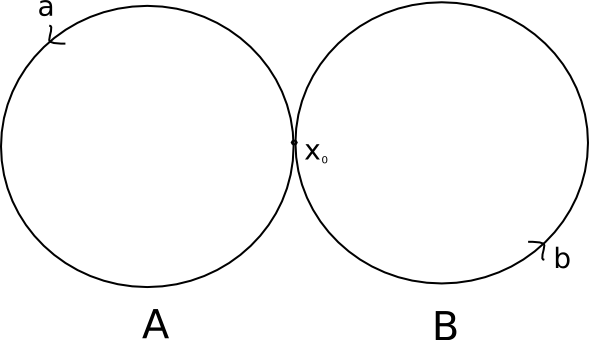
Bouquet tra due circonferenze.

In topologia, il bouquet di un insieme di spazi topologici è lo spazio che si ottiene "attaccando" tutti questi spazi per un punto.
Ad esempio, il bouquet di due circonferenze è una lemniscata, ovvero una figura a forma di otto. Un altro esempio è la rosa.

## Definizione formale
Sia {\displaystyle \{(X_{\alpha },\tau _{\alpha })\}_{\alpha \in A}} una famiglia di spazi topologici, e, per ogni {\displaystyle \alpha }, sia {\displaystyle x_{\alpha }} un punto di {\displaystyle X_{\alpha }}; equivalentemente, si può considerare una famiglia di spazi topologici puntati {\displaystyle \{(X_{\alpha },x_{\alpha })\}_{\alpha \in A}}. Il bouquet di questa famiglia è il quoziente dell'unione disgiunta {\displaystyle \coprod _{\alpha \in A}X_{\alpha }} tramite la  relazione di equivalenza che identifica fra loro tutti i punti base.
Se gli spazi topologici sono omogenei, il loro bouquet non dipende dai punti base scelti. Possiamo quindi parlare ad esempio di bouquet di {\displaystyle n} circonferenze o sfere senza dover menzionare punti base.

## Proprietà
- Se gli spazi topologici iniziali {\displaystyle X_{\alpha }} sono connessi o connessi per archi lo è anche il loro bouquet.
- Se gli spazi topologici iniziali sono compatti e l'insieme di indici è finito, anche il bouquet è compatto.
- Se gli spazi topologici iniziali sono sufficientemente buoni (ad esempio, se ogni punto base ha un intorno contraibile), allora il gruppo fondamentale del loro bouquet è il prodotto libero dei loro gruppi fondamentali.